# Lijst van vlaggen van de Duitse Democratische Republiek
Dit is een lijst van vlaggen van de Duitse Democratische Republiek.

## Nationale vlag (perFIAV-codering)

### 1949-1959, en vanaf juni 1990
|          | Civiele vlag | Staatsvlag | Oorlogsvlag |
| -------- | ------------ | ---------- | ----------- |
| Te land  | · ?          | · ?        | · ?         |
| Te water | · ?          | · ?        | · ?         |

### 1959-1973
|          | Civiele vlag | Staatsvlag | Oorlogsvlag |
| -------- | ------------ | ---------- | ----------- |
| Te land  | · ?          | · ?        | · ?         |
| Te water | · ?          | · ?        | · ?         |

### 1973-1990
|          | Civiele vlag | Staatsvlag | Oorlogsvlag |
| -------- | ------------ | ---------- | ----------- |
| Te land  | · ?          | · ?        | · ?         |
| Te water | · ?          | · ?        | · ?         |

## Vlaggen van bestuurders
Zie de volgende tabel voor de vlaggen van de (onder)minister van Defensie.
| Vlag | Periode   | Functie | Beschrijving |
| --- | --------- | --- | ------------ |
| Vlag van de president van de DDR, Wilhelm Pieck.                                                                                                   | 1955-1960 | Vlag van de president van de DDR, Wilhelm Pieck.                                                                                                   |              |
| Vlag van de Voorzitter van de Staatsraad. | 1960-1990 | Vlag van de Voorzitter van de Staatsraad. |              |
| Vlag van de Generalsekretärs des Zentralkomitees der SED und Vorsitzenden des Nationalen Verteidigungsrates der Deutschen Demokratischen Republik. | 1973-1990 | Vlag van de Generalsekretärs des Zentralkomitees der SED und Vorsitzenden des Nationalen Verteidigungsrates der Deutschen Demokratischen Republik. |              |

## Militaire vlaggen
De oorlogsvlag is reeds in de eerste tabel te vinden.
| Vlag                                   | Periode | Functie                                | Beschrijving |
| -------------------------------------- | ------- | -------------------------------------- | ------------ |
| Vlag van de minister van Defensie      |         | Vlag van de minister van Defensie      |              |
| Vlag van de onderminister van Defensie |         | Vlag van de onderminister van Defensie |              |

### Marine
| Vlag                                                            | Periode | Functie                                                         | Beschrijving                                                                                 |
| --------------------------------------------------------------- | ------- | --------------------------------------------------------------- | -------------------------------------------------------------------------------------------- |
| Dienstvlag van de Kustwacht.                                    |         | Dienstvlag van de Kustwacht.                                    |                                                                                              |
| Dienstvlag voor reddingsboten van de Volksmarine.               |         | Dienstvlag voor reddingsboten van de Volksmarine.               |                                                                                              |
| Wimpel van de commandant van reddingsboten van de Volksmarine.  |         | Wimpel van de commandant van reddingsboten van de Volksmarine.  |                                                                                              |
| Vlag van de reddingsdienst.                                     |         | Vlag van de reddingsdienst.                                     |                                                                                              |
| Vlag van de Hydrografische Dienst.                              |         | Vlag van de Hydrografische Dienst.                              |                                                                                              |
| Vlag van de minister-admiraal, het hoofd van de Volksmarine.    |         | Vlag van de minister-admiraal, het hoofd van de Volksmarine.    |                                                                                              |
| Vlag van de rang van admiraal.                                  |         | Vlag van de rang van admiraal.                                  | Een blauwe vlag met een gouden anker in het midden en aan de linkerkant drie gouden sterren. |
| Vlag van de rang van viceadmiraal.                              |         | Vlag van de rang van viceadmiraal.                              | Een blauwe vlag met een gouden anker in het midden en aan de linkerkant twee gouden sterren. |
| Vlag van de rang van schout-bij-nacht.                          |         | Vlag van de rang van schout-bij-nacht.                          | Een blauwe vlag met een gouden anker in het midden en aan de linkerkant een gouden ster.     |
| Wimpel van de commandant van oorlogsschepen van de Volksmarine. |         | Wimpel van de commandant van oorlogsschepen van de Volksmarine. |                                                                                              |
| Wimpel van de commandant van een sectie.                        |         | Wimpel van de commandant van een sectie.                        |                                                                                              |
| Wimpel van de commandant van een groep.                         |         | Wimpel van de commandant van een groep.                         |                                                                                              |
| Standaard van het hoofd van een brigade.                        |         | Standaard van het hoofd van een brigade.                        |                                                                                              |

### Landmacht
| Vlag                                          | Periode | Functie                                       | Beschrijving                                                                               |
| --------------------------------------------- | ------- | --------------------------------------------- | ------------------------------------------------------------------------------------------ |
| Regimentskleuren van de Nationale Volksarmee. |         | Regimentskleuren van de Nationale Volksarmee. | Pennant of chief of brigade VM (East Germany).svg\| \|Wimpel van het hoofd van een brigade |

## Vlaggen van overheidsdiensten
| Vlag | Periode     | Functie | Beschrijving |
| --- | ----------- | --- | ------------ |
| Vlag van de Deutschen Post der Deutschen Demokratischen Republik.                                          | 1959 - 1973 | Vlag van de Deutschen Post der Deutschen Demokratischen Republik.                                          |              |
| Wimpel van de douane.                                                                                      |             | Wimpel van de douane.                                                                                      |              |
| Wimpel voor vaartuigen van de Visserijinspectie (Fischereiaufsicht der Deutschen Demokratischen Republik). |             | Wimpel voor vaartuigen van de Visserijinspectie (Fischereiaufsicht der Deutschen Demokratischen Republik). |              |
| Wimpel van de Scheepvaartinspectie (Schiffahrtsaufsicht der Deutschen Demokratischen Republik)             |             | Wimpel van de Scheepvaartinspectie (Schiffahrtsaufsicht der Deutschen Demokratischen Republik)             |              |
| Wimpel van het Watermanagement (Wasserwirtschaft der Deutschen Demokratischen Republik)                    |             | Wimpel van het Watermanagement (Wasserwirtschaft der Deutschen Demokratischen Republik)                    |              |
| Wimpel van de Gezondheidsdienst (Gesundheitwesen)                                                          |             | Wimpel van de Gezondheidsdienst (Gesundheitwesen)                                                          |              |

## Overige vlaggen
| Vlag              | Periode     | Functie           | Beschrijving |
| ----------------- | ----------- | ----------------- | --- |
| Onofficiële vlag. | 1989 - 1990 | Onofficiële vlag. | De vlag van de DDR, waar het embleem uitgeknipt is. Deze werd tussen de val van de Muur en de hereniging van Duitsland gebruikt door tegenstanders van het communistische bewind. |